# 고원 (영화)
"고원"은 1969년 공개된 대한민국의 영화이다.

## 배역
- 김진규
- 김지미
- 남정임
- 박암
- 장민호
- 전영주
- 김주오
- 박장섭
- 김도근
- 김호경
- 임운학
- 손승문
- 김대현
- 김성숙
- 김지영